# 브윈디 천연 국립공원

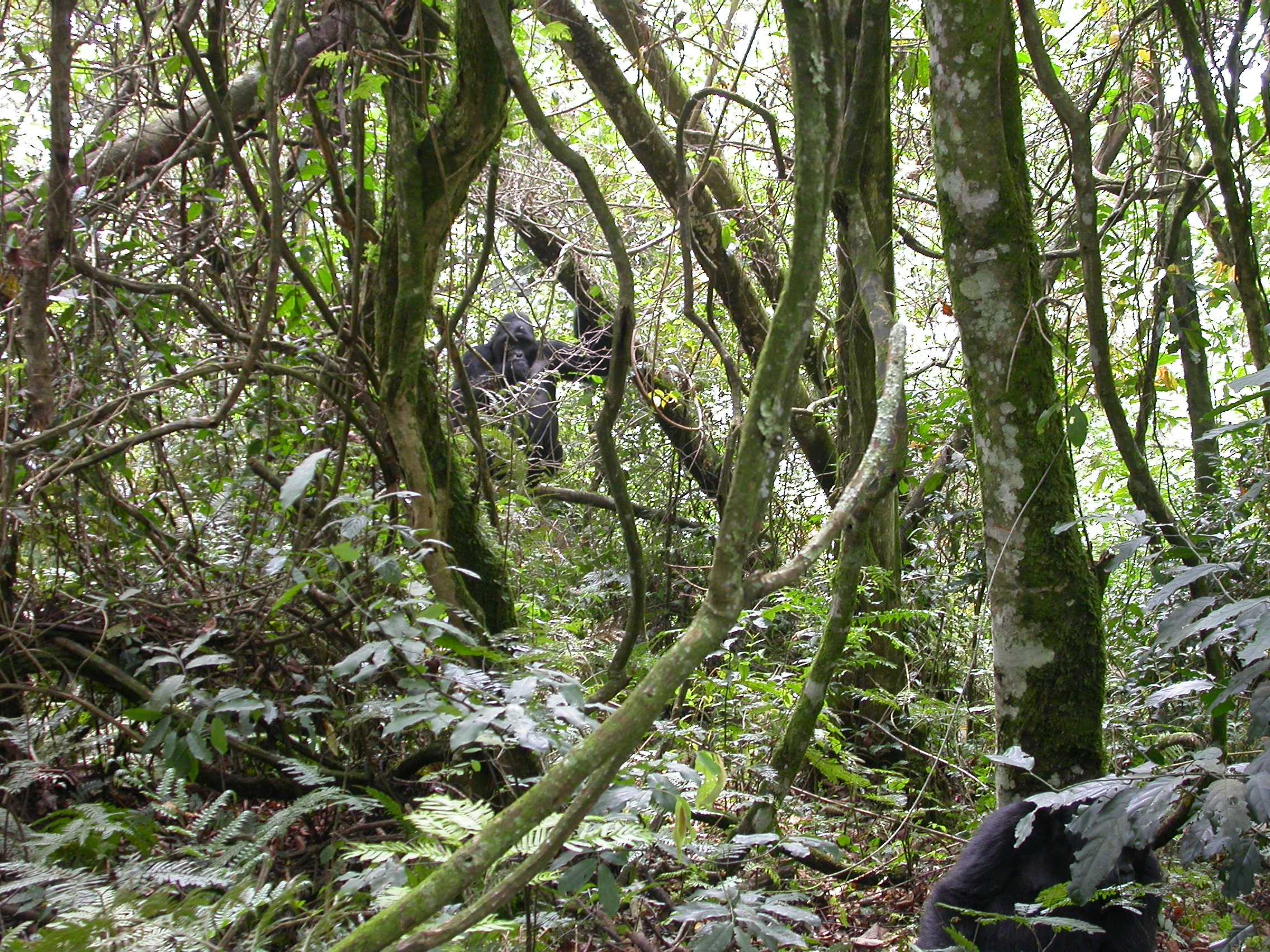

브윈디 천연 국립공원(Bwindi Impenetrable National Park)은 우간다 남서부의 국립공원이다. 이곳은 브윈디 천연림(Bwindi Impenetrable Forest)의 일부이며 비룽가 국립공원 옆 콩고 민주 공화국 국경과 알베르틴 리프트(Albertine Rift) 가장자리에 위치해 있다. 321km2(124평방마일)의 저지대 숲과 산간 숲으로 구성된 이곳은 도보로만 접근할 수 있다. 유엔 교육과학문화기구가 지정한 세계유산이다.
종의 다양성은 이 공원의 특징이다. 이곳은 120종의 포유류, 350종의 조류, 310종의 나비, 27종의 개구리, 카멜레온, 도마뱀붙이 및 많은 멸종 위기 종의 서식지를 제공한다. 식물상으로 볼 때 이 공원은 동아프리카에서 가장 다양한 숲 중 하나이며, 200종의 나무와 104종의 양치류를 포함하여 1,000종 이상의 꽃식물이 자라고 있다. 북부(낮은 고도) 지역에는 멸종 위기에 처한 두 종인 갈색 마호가니와 브라제이아 롱지페디셀라타(Brazzeia longipedicellata)를 포함하여 기니-콩골 식물상이 많이 서식한다. 특히 이 지역은 알베르틴 리프트의 높은 수준의 고유성을 공유하고 있다.
이 공원은 콜로부스원숭이, 침팬지, 코뿔새와 투라코와 같은 많은 새들의 보호구역이다. 가장 주목할만한 것은 멸종 위기에 처한 마운틴 고릴라 세계 인구의 절반인 400마리의 브윈디 고릴라이다. 14개의 마운틴 고릴라 그룹은 각각 카눈구, 카발레 및 키소로 지역의 부호마, 루히자, 루샤가 및 은쿠링고의 4개 구역에 살고 있으며 모두 우간다 야생 동물 당국의 관리하에 있다.

## 같이 보기
- 분류:열대 우림